# 江苏沙河抽水蓄能电站
江苏沙河抽水蓄能电站，位于中华人民共和国江苏省常州市溧阳市天目湖镇，是江苏省内第一座抽水蓄能电站。电站属于中型日调节型纯抽水蓄能电站，总投资6.03亿元，装机容量10万千瓦。
江苏沙河抽水蓄能电站利用天目湖作为下水库，在天目湖东岸龙岕沟上兴建上水库。上水库主坝最大坝高47米，总库容262.25万立方米。电站装机容量2×5万千瓦，采用由法国阿尔斯通公司提供的立轴单级可逆混流式水泵水轮机及三相立轴悬式空气冷却可逆式同步发电电动机，设计年发电量1.82亿千瓦时，年抽水用电2.44亿千瓦时。电站以220kV输电线路接入江苏电网，承担调峰、填谷任务，需要时担任调频、调相和利用备用库容担任紧急事故备用。

## 历史
1997年9月，江苏省国信资产管理集团有限公司、江苏省电力公司、溧阳市投资公司分别按42.5％、37.5％、20％的比例出资组建江苏沙河抽水蓄能发电有限公司，合营期限50年，注册资本1.51亿元，项目动态总投资为6亿多元。电站于1998年9月18日正式开工，2003年1月12日正式投产。

## 工业旅游
江苏省天目湖水电科普园，是江苏省第一家集科普教育、资源利用、生态保护和旅游观光为一体的水电科普主题公园。